# Cheilosia chipsanii
Cheilosia chipsanii är en tvåvingeart som beskrevs av Matsumura 1911. Cheilosia chipsanii ingår i släktet örtblomflugor, och familjen blomflugor. Inga underarter finns listade i Catalogue of Life.